# 新平溪蟹
新平溪蟹（学名：Potamon xingpingense）为溪蟹科溪蟹属的动物。在中国大陆，分布于云南等地，多生活于山区溪流石块下。其生存的海拔范围为1000至1500米。